# Rachel Laybourne
Rachel Laybourne (ur. 19 maja 1982) – brytyjska siatkarka grająca na pozycji atakującej. Obecnie zawodniczka klubu Mosir/Sokół Silesia Volley. Reprezentantka kraju.

## Kluby
| Klub                       | Kraj            |
| -------------------------- | --------------- |
| Quimper Volley 29          | Francja         |
| London Malory              | Wielka Brytania |
| Kolbeck                    | Szwecja         |
| Loughborough Students      | Wielka Brytania |
| Sheffield                  | Wielka Brytania |
| Mosir/Sokół Silesia Volley | Polska          |